# بائو (انیمیشن کوتاه)
بائو (انگلیسی: Bao) یک انیمیشن کوتاه کانادایی-آمریکایی محصول سال ۲۰۱۸ به نویسندگی و کارگردانی دومی شی است که در سال ۲۰۱۸ منتشر شد. این اولین فیلم کوتاه پیکسار است که توسط یک کارگردان زن کارگردانی شده است.
این فیلم قبل از اکران با شگفت‌انگیزان ۲ در ۱۵ ژوئن ۲۰۱۸ در جشنواره فیلم ترایبکا به نمایش درآمد. این فیلم در مورد مادری چینی-کانادایی است که از سندرم آشیانه خالی رنج می‌برد اما شانس دوباره‌ای برای تجربه مادر بودن پیدا می‌کند. این پویانمایی در نود و یکمین دوره جوایز اسکار برنده جایزه اسکار بهترین پویانمایی کوتاه شده‌است.

## داستان
در تورنتو، انتاریو، کانادا، یک زن چینی-کانادایی یک غذای بائوزی برای خود و همسرش می پزد. یکی از نان‌هایش زنده می‌شود و او را بسیار شوکه می‌کند. او نان بخار پز را در کودکی بزرگ می کند و از آن مراقبت می کند، زیرا از وقت گذراندن با او لذت می برد. در نهایت، نان می‌خواهد با بچه‌های دیگر بازی کند، اما مادر اجازه نمی‌دهد و این خشم کودک را برانگیزد. همانطور که نان بزرگ می شود، او آرزوی افزایش استقلال دارد، که باعث ایجاد تنش بین مادر و فرزند می شود که به تدریج آنها را از یکدیگر دور می کند. وقتی نان، مادر را به نامزدش معرفی می کند، مادر اعتراض می کند. او سعی می کند نان بخار پز را از رفتن باز دارد...

## جوایز
در نود و یکمین دوره جوایز اسکار، بائو برنده جایزه اسکار بهترین پویانمایی کوتاه شد.